# Чемпіонат світу з бразильського дзюдзюцу

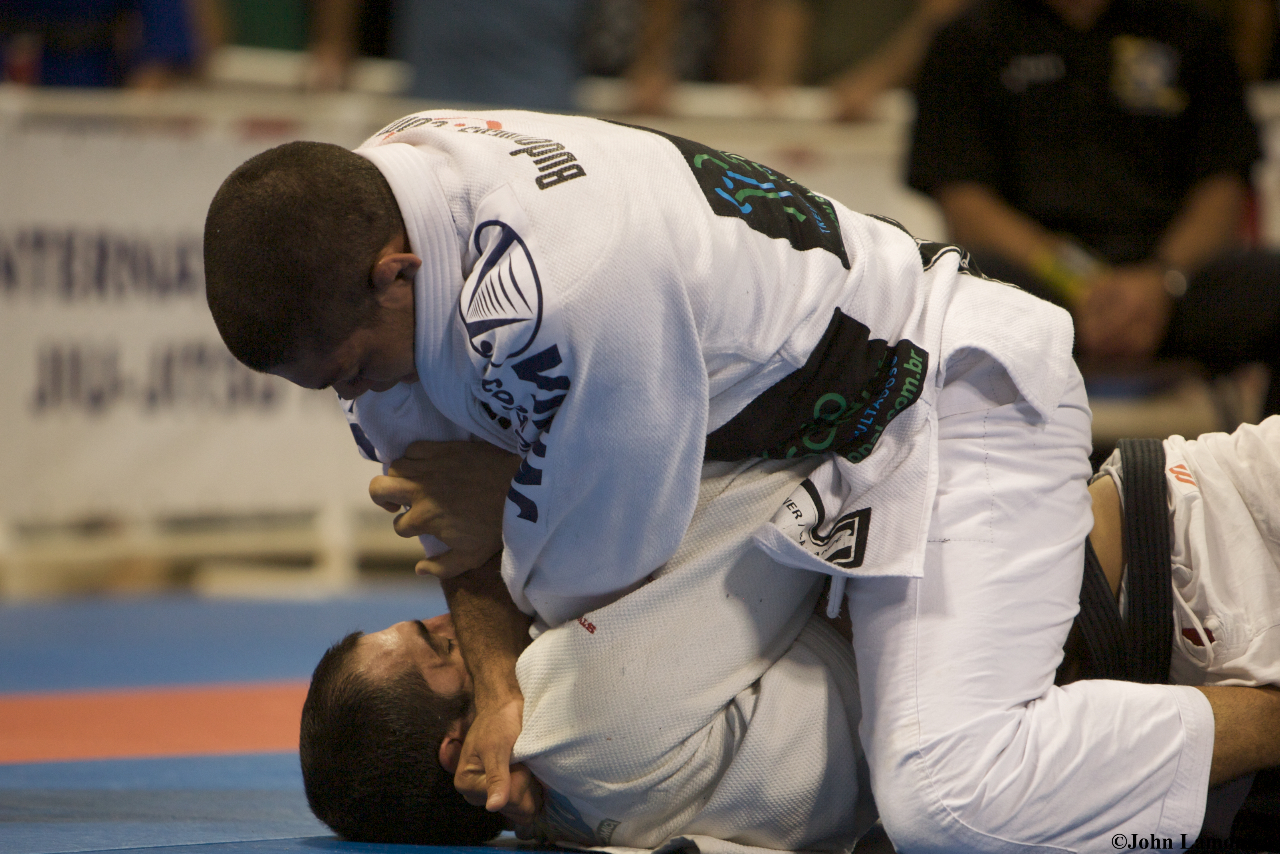
Андре Ґалван на шляху до свого другого чемпіонського титулу. Чемпіонат світу, 2008 рік.

Чемпіонат світу з бразильського дзюдзюцу  — міжнародне змагання з бразильського дзюдзюцу, яке щорічно проводиться у форматі чемпіонату Міжнародною федерацією бразильського дзюдзюцу. Змагання за світову першість проводиться з 1996 року. На сучасному етапі розвитку у змаганнях чемпіонату світу щорічно беруть участь щонайменше 1500 спортсменів.

## Основні правила

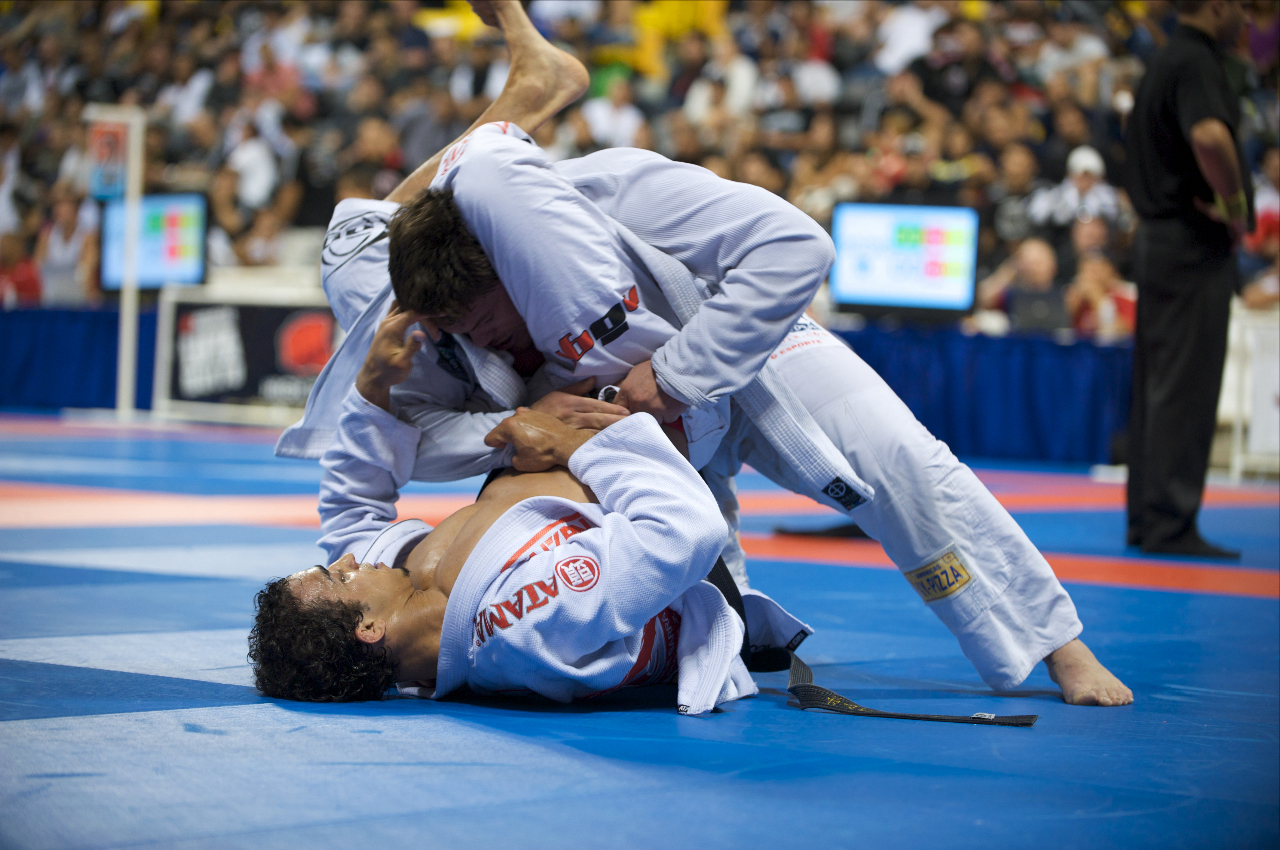
Дворазовий чемпіон світу Ґабріел Велла застосовує удушення ногами. Чемпіонат світу, 2009 рік.

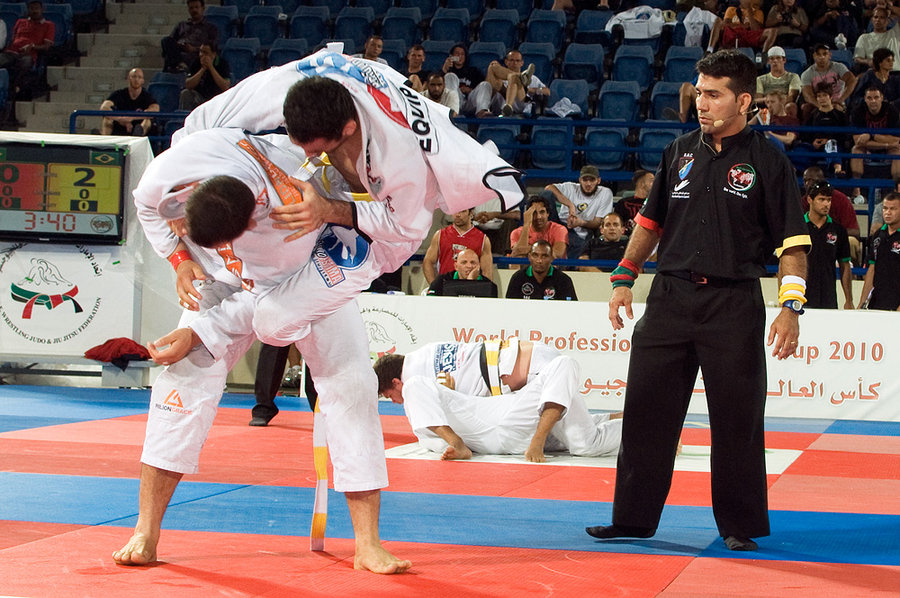
Змагання за Кубок світу з бразильського дзюдзюцу. Абу-Дабі, 2010 рік.

Змагання може бути завершене одним із таких способів:
- Підкорення — борець може здатися або втратити свідомість внаслідок виконання його суперником больового або задушливого прийому.
- Рішення рефері — рефері чемпіонату може зупинити змагання й ухвалити рішення про його результат у разі порушення правил одним із борців, вказівки лікаря щодо одного з борців, або з інших, передбачених правилами причин.
- Рішення суддів — судді чемпіонату підсумовують кількість очок, набраних борцями протягом змагання (якщо змагання не завершилось до визначеного часу), і визначають переможця, або ухвалюють інше рішення (наприклад, дискваліфікація)

Змагання на чемпіонаті світу проходять за турнірною схемою. Заборонено використання будь-якої ударної техніки та певних, визначених правилами, способів атаки, підкорення і маневрування.

### Нарахування очок
Очки у змаганнях чемпіонату нараховується в залежності від технічної дії, виконаної борцем:
- Звалювання — 2 очки
- Утримування

- Маунт — 4 очки
- Бек-маунт — 4 очки
- Коліно-на-животі — 2 очки

- Якісна зміна позиції

- Прохід ґарду — 3 очки
- Свіп — 2 очки

Рефері чемпіонату має право зняття очок з борця, який порушив правила змагання (правила зняття очок сильно варіюються в залежності від вікової категорії борців та від ступеня їх майстерності, іншими словами — кольору пояса).
В тому разі, коли борці набирають за час змагання рівну кількість очок, переможцем визнається той, чиї очки було нараховані за складніші технічні дії, або той, з кого менше разів знімали очки.

## Вагові категорії
| Вага         | Чоловіки                                   | Чоловіки                                 | Жінки                                     |
| Вага         | Юніори                                     | Дорослі                                  | Жінки                                     |
| Найлегша     | до 53 кг (118 фунтів)                      | до 57 кг (126 фунтів)                    | —                                         |
| Легша        | до 58 кг (129 фунтів)                      | до 63 кг (141 фунт)                      | до 53 кг (118 фунтів)                     |
| Напівлегка   | до 63 кг (141 фунт)                        | до 69 кг (154 фунти)                     | до 58 кг (129 фунтів)                     |
| Легка        | до 68 кг (152 фунти)                       | до 75 кг (167 фунтів)                    | до 63 кг (141 фунт)                       |
| Напівсередня | до 73 кг (163 фунти)                       | до 81 кг (181 фунт)                      | до 68 кг (152 фунти)                      |
| Середня      | до 78 кг (174 фунти)                       | до 87 кг (194 фунти)                     | до 73 кг (163 фунти)                      |
| Напівважка   | до 83 кг (185 фунтів)                      | до 93 кг (207 фунтів)                    | від 73 кг (163 фунти)без вищого обмеження |
| Важка        | до 88 кг (196 фунтів)                      | до 99 кг (221 фунт)                      | —                                         |
| Суперважка   | від 88 кг (196 фунтів)без вищого обмеження | від 99 кг (221 фунт)без вищого обмеження | —                                         |
| Абсолютна    | від 73 кг (163 фунти)без вищого обмеження  | без обмежень                             | без обмежень                              |

## Чемпіони світу
У таблиці, що наведена нижче, вказані всі чемпіони світу серед чоловіків рівня чорного поясу у кожній ваговій категорії за весь час існування чемпіонату.
| Рік  | Абсолютна вага    | Суперважка вага      | Важка вага         | Напівважка вага   | Середня вага       | Напівсередня вага    | Легка вага            | Напівлегка вага      | Легша вага        | Найлегша вага    |
| 1996 | Амаурі Бітетті    | Маріу Сперрі         | Рікарду Ліборіу    | Фабіу Ґуржел      | Роберту Маґальяйнс | Роберту Корреа       | Паулу Баррозу         | Ройлер Ґрейсі        | Еліу Морейра      | Маркус Баррету   |
| 1997 | Амаурі Бітетті    | Луіс Ґільерме        | Маріу Сперрі       | Фабіу Ґуржел      | Роберту Маґальяйнс | Саулу Рібейру        | Марсіу Фейтоза        | Ройлер Ґрейсі        | Жуан Роке         | Робсун Мора      |
| 1998 | Маріу Сперрі      | Роберту Травін       | Роберту Маґальяйнс | Саулу Рібейру     | Рафаел Корреа      | Фернанду Васконселус | Леонарду Віейра       | Ройлер Ґрейсі        | Робсун Мора       | Марселу Феррейра |
| 1999 | Родріґу Медейрус  | Роберту Травін       | Леонарду Лейті     | Мурілу Бустаманті | Саулу Рібейру      | Алезандре Пайва      | Вітур Рібейру         | Ройлер Ґрейсі        | Робсун Мора       | Омар Салум       |
| 2000 | Родріґу Медейрус  | Леонарду Лейті       | Саулу Рібейру      | Фабіу Ґуржел      | Роберту Маґальяйнс | Фернанду Терері      | Вітур Рібейру         | Бі Джей Пенн         | Робсун Мора       | Омар Салум       |
| 2001 | Фернанду Понтіс   | Марісіу Корлета      | Фернанду Маркіс    | Фабіу Ґуржел      | Фернанду Понтіс    | Вітур Рібейру        | Марсіу Фейтоза        | Фредсун Пайшан       | Рікарду Віейра    | Бернарду Пітел   |
| 2002 | Марсіу Крус       | Марсіу Крус          | Ґабріел Велла      | Фабіу Леополду    | Саулу Рібейру      | Делсун Елену         | Марсіу Фейтоза        | Фредсун Пайшан       | Карлус Лемус      | Маркус Норат     |
| 2003 | Марсіу Крус       | Фабрісіу Вердум      | Ерік Вандерлей     | Джефферсун Мора   | Кассіу Вернік      | Фернанду Терері      | Даніел Мораіс         | Маріу Реіс           | Бібіану Фернандіс | Філіпе Коста     |
| 2004 | Роналду Соза      | Фабрісіу Вердум      | Роджер Ґрейсі      | Алешандре Рібейру | Брауліу Естіма     | Марселу Ґарсіа       | Даніел Мораіс         | Маріу Реіс           | Фернанду Віейра   | Ґабріел Мораіс   |
| 2005 | Роналду Соза      | Франсіску Фернандіс  | Роджер Ґрейсі      | Роберт Драйсдейл  | Роналду Соза       | Андре Ґалван         | Селзу Вінісіус        | Фредсун Пайшан       | Бібіану Фернандіс | Самуел Браґа     |
| 2006 | Алешандре Рібейру | Ґабріел Ґонзаґа      | Роджер Ґрейсі      | Алешандре Рібейру | Брауліу Естіма     | Марселу Ґарсіа       | Селзу Вінісіус        | Рубенс Шарліс Масіел | Бібіану Фернандіс | Даніел Отеру     |
| 2007 | Роджер Ґрейсі     | Рафаел Ловату Жуніур | Роджер Ґрейсі      | Алешандре Рібейру | Ромулу Баррал      | Лукас Лейте          | Лукас Лепрі           | Рубенс Шарліс Масіел | Робсун Мора       | Бруну Малфасіні  |
| 2008 | Алешандре Рібейру | Роджер Ґрейсі        | Антоніу Браґа Нету | Алешандре Рібейру | Андре Ґалван       | Сержіу ді Мораіс     | Селзу Вінісіус        | Рубенс Шарліс Масіел | Самуел Браґа      | Кайю Терра       |
| 2009 | Роджер Ґрейсі     | Ґабріел Велла        | Роджер Ґрейсі      | Брауліу Естіма    | Ромулу Баррал      | Марселу Ґарсіа       | Мішаел Ланг'ї         | Рубенс Шарліс Масіел | Ґільєрме Мендіс   | Бруну Малфасіні  |
| 2010 | Роджер Ґрейсі     | Родріґу Кавака       | Роджер Ґрейсі      | Бернарду Фарія    | Тарсіс Умфреіс     | Марселу Ґарсіа       | Мішаел Ланг'ї         | Рафаел Мендіс        | Паблу Сілва       | Бруну Малфасіні  |
| 2011 | Родолфу Віейра    | Антоніу Браґа Нету   | Леонарду Ноґейра   | Родолфу Віейра    | Сержіу ді Мораіс   | Марселу Ґарсіа       | Жілберт Бурнс         | Рафаел Мендіс        | Ґільєрме Мендіс   | Бруну Малфасіні  |
| 2012 | Маркус ді Алмейда | Маркус ді Алмейда    | Леонарду Ноґейра   | Родолфу Віейра    | Ромулу Баррал      | Отавіу ді Соза       | Леандру ду Наскіменту | Рафаел Мендіс        | Ґільєрме Мендіс   | Бруну Малфасіні  |